# ماله

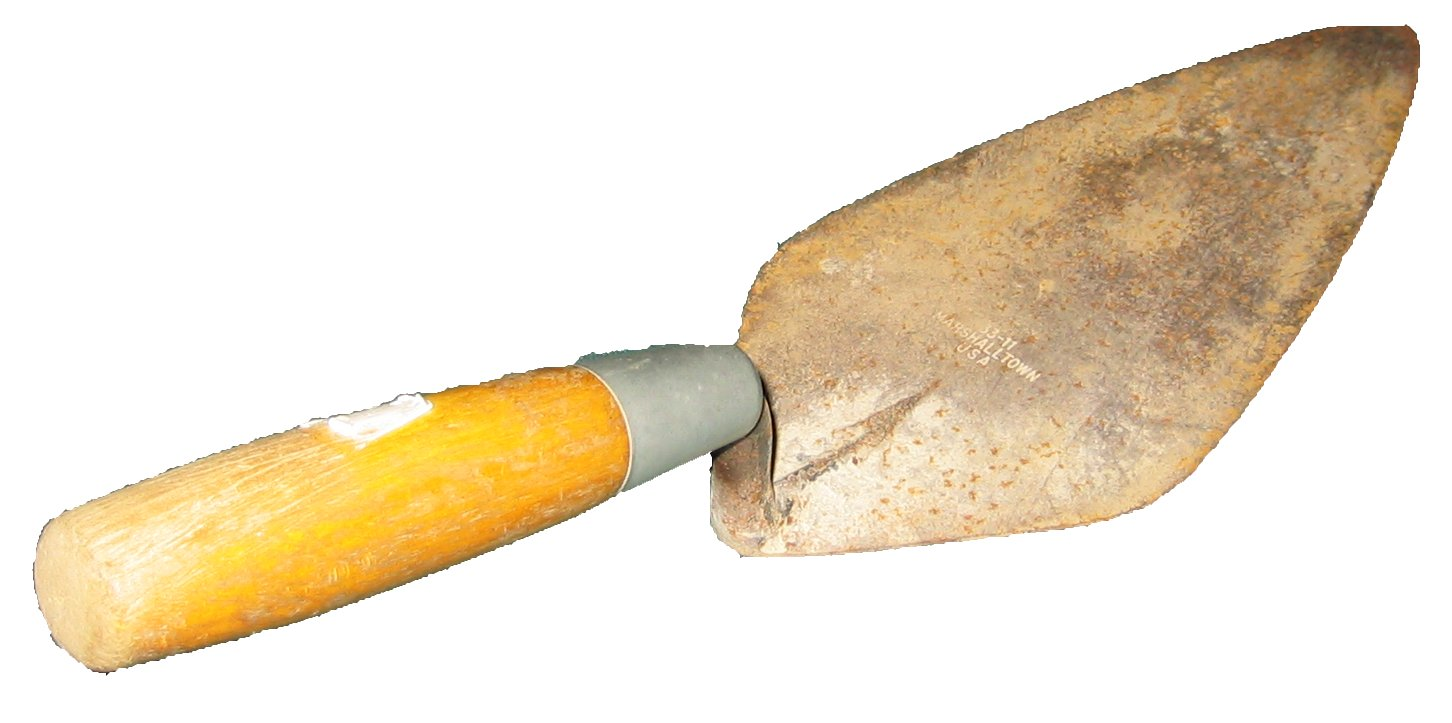
ماله

ماله ابزاری است که در بنایی بکار می‌رود. برای ماله کشی در بنایی مهارت بسیار زیادی لازم است . از ماله در ساختمان‌سازی و تعمیرات ساختمانی برای مسطح کردن، مخلوط کردن، برداشتن یا شکل‌دهی موادی چون سیمان و گچ و ماسه یا ملات و نیز برای شکستن آجر استفاده می‌کنند. «ماله کشیدن» نیز در زبان فارسی یک اصطلاح کنایی است که به معنای پنهان کردن ایرادات می باشد.